# Stuurbrevet
Mit Stuurbrevet wird in Belgien der amtliche belgische Führerschein für Schiffsführer von Sportbooten bezeichnet. 

## Befähigung
Sportboote bis zu einer Länge von 15 Metern oder bis zu einer Höchstgeschwindigkeit von 20 km/h dürfen in Belgien scheinfrei gefahren werden. Der Stuurbrevet berechtigt den Inhaber dazu, Sportboote über diese Grenze hinaus zu führen. 

## Versionen
Der Stuurbrevet wird in zwei Ausführungen ausgestellt:
1. Beperkt Stuurbrevet, gültig auf allen belgischen Binnengewässern mit Ausnahme der unteren Zeeschelde.[1] Der Beperkt Stuurbrevet ist in etwa mit dem deutschen Sportbootführerschein Binnen zu vergleichen.
2. Algemeen Stuurbrevet, gültig auf allen belgischen Binnengewässern ohne Beschränkungen.[1] Der Algemeen Stuurbrevet ist vom Umfang her mit dem deutschen Sportbootführerschein See zu vergleichen.

## Erwerb
Um den Stuurbrevet zu bekommen, muss der Bewerber mindestens 18 Jahre alt sein. Der Bewerber muss sich ärztlich untersuchen lassen, Seh- und Hörvermögen müssen ausreichen. 
Der Bewerber muss eine theoretische Prüfung ablegen; in der Prüfung werden theoretischen Kenntnisse der Verkehrsregeln auf dem Wasser, Manövrieren, Sicherheit, Navigation etc. abgefragt. Eine Vorbereitung auf die Prüfung an einer Schule ist nicht verpflichtend.
Eine praktische Prüfung gibt es nicht, der Bewerber muss mit einem Stuurbrevet-Inhaber 12 Stunden praktische Erfahrung sammeln. Nach Einsenden der Dokumentation, erhält der Bewerben seinen Stuurbrevet.